# Melč
Melč (niem. Meltsch) – gmina w Czechach, w powiecie Opawa, w kraju morawsko-śląskim. Według danych z dnia 1 stycznia 2012 liczyła 638 mieszkańców.

## Galeria

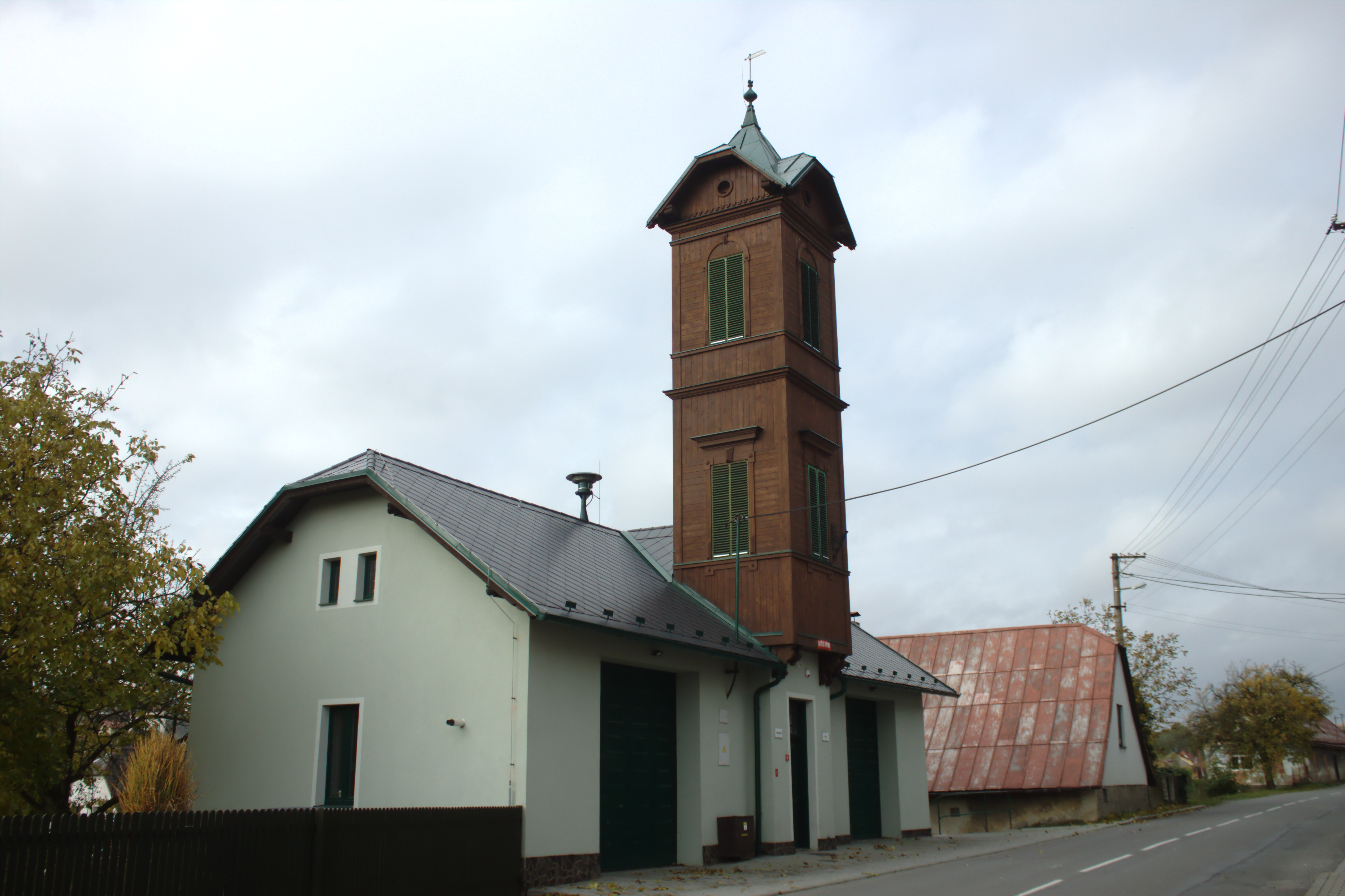
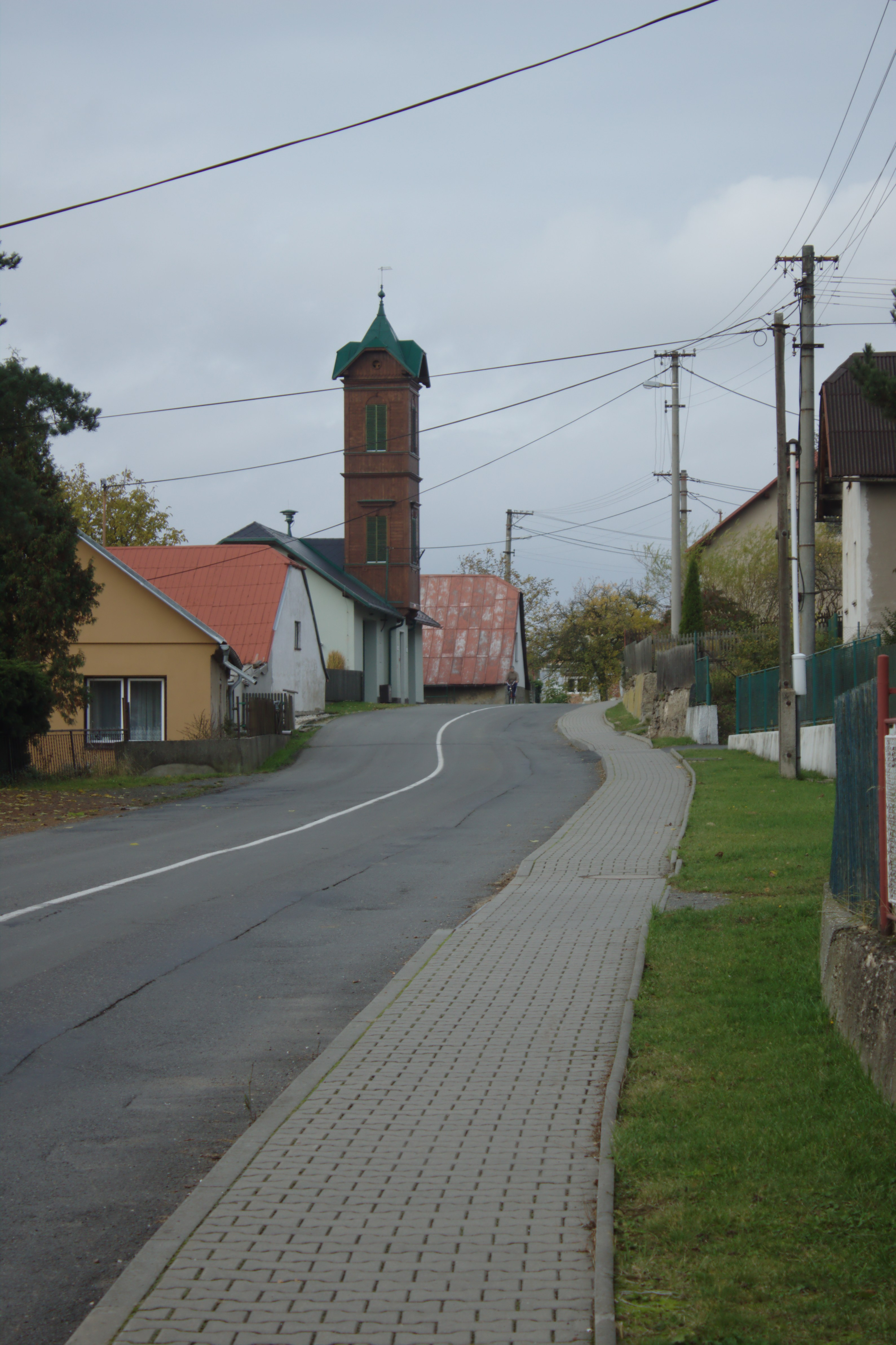
Ulica
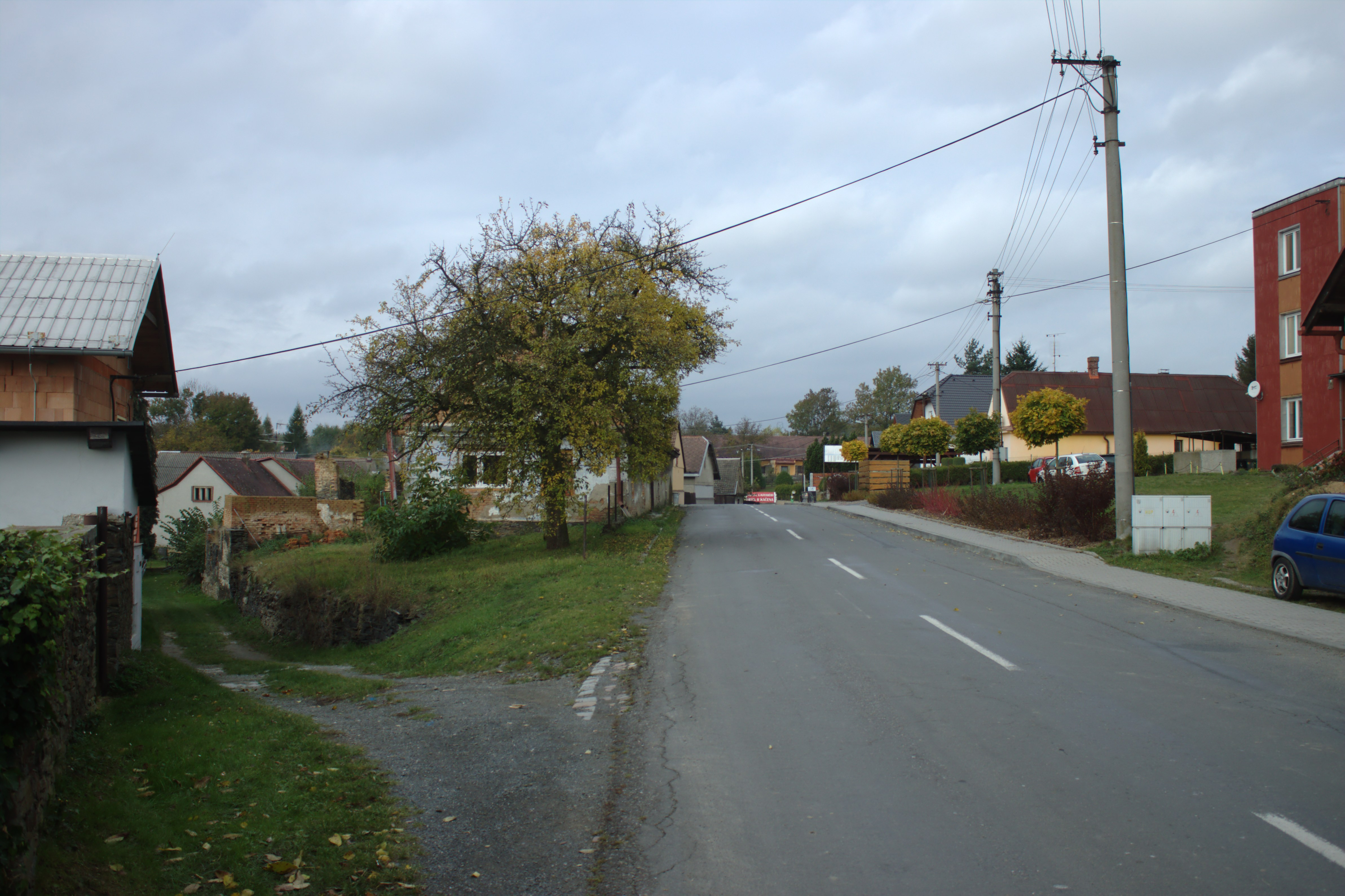
Ulica